# Monnina splendens
Monnina splendens är en jungfrulinsväxtart som beskrevs av Eriksen. Monnina splendens ingår i släktet Monnina och familjen jungfrulinsväxter. Inga underarter finns listade i Catalogue of Life.